# Salvia merjamie
Salvia merjamie ist eine Pflanzenart aus der Gattung Salbei (Salvia) innerhalb der Familie der Lippenblütler (Lamiaceae). Sie ist im Südwesten der Arabischen Halbinsel und in den Hochländern Ostafrikas beheimatet. Salvia merjamie wird selten als Zierpflanze verwendet.

## Beschreibung

### Vegetative Merkmale
Salvia merjamie ist eine ausdauernde, krautige Pflanze, die eine Wuchshöhe von 30 bis zu 60 Zentimetern erreicht. Die aufrechten, drüsig behaarten Stängel sind in der oberen Hälfte meist verzweigt.
Die Laubblätter duften nach Minze. Die wenigen grundständigen Laubblätter sind kurz- bis langstielig. Die vielen gegenständig am Stängel angeordneten Laubblätter sind kurz gestielt bis sitzend. Die einfache oder mehr oder weniger fiederschnittige Blattspreite ist bei einer Länge von 40 bis 100 Millimetern sowie einer Breite von 4 bis 25 Millimetern länglich, elliptisch oder eiförmig mit gerundetem bis zugespitztem oberen Ende. Die Blattoberseite ist blasig. Der Blattrand ist unregelmäßig gekerbt.

### Generative Merkmale
Der aufrechte, drüsig behaarte traubige Blütenstand ist eher kurz mit einem zentralen Blütentrieb und kreuzgegenständigen Paaren von Blütentrieben, von denen jeder mit Scheinquirlen aus jeweils zwei bis sechs kurz gestielten Blüten dicht besetzt ist.
Die zwittrige Blüte ist zygomorph und fünfzählig mit doppelter Blütenhülle. Der dunkelgrüne oder violett-purpurne Blütenkelch ist 7 bis 10 Millimeter lang; die Kelchoberlippe ist rundspitzig und an der äußersten Spitze in zwei 0,3 bis 0,5 Millimeter lange, eingebogene Seitenlappen und einen sehr kleinen Mittellappen geteilt. Die Kelchunterlippe hat lanzettliche, etwa 3,5 Millimeter lange Kelchlappen. Die weiße, blassblaue oder violette Blütenkrone ist 8 bis 12 Millimeter lang; rein weibliche oder kleistogame Blüten bleiben viel kleiner. Die obere Kronlippe ist leicht sichelförmig gebogen und etwa so lang oder manchmal länger als die untere Kronlippe. Diese hat einen breiten, taschenförmigen Mittellappen. Die zwei freien, etwa 10 Millimeter langen, hellen fertilen Staubblätter besitzen 2 Millimeter lange dunkle Staubbeutel.
Die braunen Klausenfrüchte sind 1,8 bis 2,5 Millimeter lang und 1,3 bis 1,5 breit, oft mit winzigen Knötchen besetzt und bilden bei Nässe Schleim.

### Chromosomensatz
Die Chromosomengrundzahl beträgt x = 21. Es liegt Diploidie vor, also beträgt die Chromosomenzahl 2n = 42.

## Ökologie
Blütenökologisch besitzt Salvia merjamie vormännliche „eigentliche Lippenblumen“, die Nektar und Pollen anbieten. Als Bestäuber dienen vor allem Honigbienen, Hummeln und andere Wildbienen.

## Vorkommen
Das Verbreitungsgebiet von Salvia merjamie erstreckt sich vom südwestlichen Saudi-Arabien über Jemen über das Hochland von Abessinien (Eritrea, Äthiopien) und dem Somali-Hochland (Äthiopien, Somalia) und im Süden über Kenia und Uganda bis ins nördliche Tansania. Salvia merjamie besiedelt Grasland, Waldränder, Basalthänge, Wegränder und Ackerflächen in Höhenlagen zwischen 1650 und 2250 Metern.

## Verwendung
Salvia merjamie wird selten als Zierpflanze genutzt. Die kurzlebige Staude gedeiht am besten an offenen, sonnigen Standorten in durchlässiger Erde.
Sie ist in Mitteleuropa nicht winterhart, sondern hält nur kurzzeitig leichten Frost bis −4 °C aus (Zone 9b).
Salvia merjamie wurde bisher nur wenig auf ihre pharmakologischen Eigenschaften untersucht. Traditionell wird in Äthiopien die Pflanze als veterinäre Heilpflanze gegen Rauschbrand genutzt. Dazu werden die frischen Wurzeln der Pflanze zusammen mit Knoblauch zerstoßen, dann mit Salz in Wasser verrührt und schließlich den erkrankten Tieren zum Trinken gegeben. Die Pflanze wird in der traditionellen Medizin Eritreas als Mittel gegen Rachenentzündung eingesetzt und ist dort unter dem Tigrinya-Trivialnamen እንጣጢዕ ዋላኻ („antateh-wollakha“) bekannt. Die antibaktierelle Wirkung von Extrakten aus Salvia merjamie wurde in einer phytochemischen Untersuchung nachgewiesen. Eine andere Untersuchung ergab, dass Extrakte aus Salvia merjamie Knochenmarkzellen in Mäusen gegen Gemcitabin-induzierte Mutagenität schützen. Dieses Ergebnis könnte für die Entwicklung eines therapeutischen antimutagenen Wirkstoffs interessant sein.

## Taxonomie
Die Erstveröffentlichung von Salvia merjamie erfolgte 1775 durch den schwedischen Naturforscher Peter Forsskål in Flora Aegyptiaco-Arabica, S. 10. Dieses Florenwerk wurde vom deutschen Forschungsreisenden Carsten Niebuhr herausgegeben, nachdem Forsskål auf der gemeinsamen Expedition in die Länder des arabischen Raums 1763 im Jemen verstorben war. Der artspezifische Namensteil merjamie wurde nach einem arabischen Trivialnamen der Pflanze gebildet. Weitere Synonyme für Salvia merjamie Forssk. sind: Salvia nubia Murray, Salvia abyssinica L.f., Salvia nudicaulis Vahl und Salvia congesta A.Rich..
Salvia merjamie und Salvia nilotica haben ein ähnliches Verbreitungsgebiet, bilden aber keine natürlichen Hybriden und scheinen innerhalb der Gattung Salbei nicht näher verwandt zu sein. Während Salvia nilotica mit südafrikanischen Salbeiarten verwandt ist, befindet sich Salvia merjamie mit vielen südeuropäischen und südwestasiatischen Arten (z. B. Salvia sclarea, Salvia verbenaca) in einer Klade. Beispielsweise haben die beiden Arten Salvia merjamie und Salvia verbenaca sehr variable Merkmale, haben gelegentlich kleistogame Blüten und teilen die Chromosomenzahl 2n = 42, was innerhalb der Gattung Salvia ungewöhnlich ist.